# Neferuptah

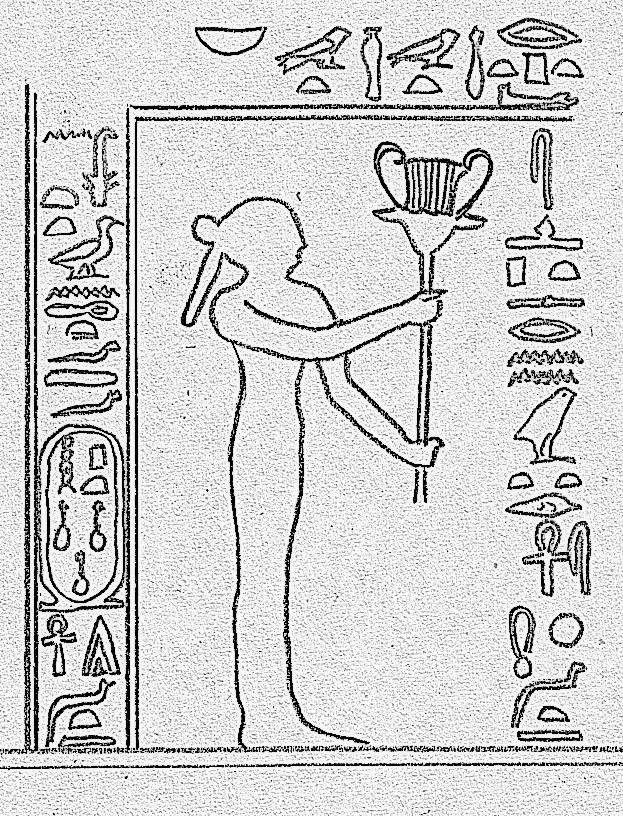
Neferuptah sosteniendo un sistro, dibujo representando un relieve de Medinet Madi.

Neferuptah o Ptahneferu (“Belleza de Ptah”) fue una hija del rey egipcio Amenemhat III (c. 1860 a. C. a 1814 a. C.) de la XII Dinastía. Era hermana de la reina faraón Neferusobek o Sobekneferu (“Belleza de Sobek”).

## Biografía
|                   |   |     |     |     |
| \| \| \| \| \| \| |   |     |     |     |
|                   |   |     |     |     |
| p · t             | H | nfr | nfr | nfr |

| p · t | H | nfr | nfr | nfr |

|                   |   |     |     |     |
| \| \| \| \| \| \| |   |     |     |     |
|                   |   |     |     |     |
| p · t             | H | nfr | nfr | nfr |

| p · t | H | nfr | nfr | nfr |

|                   |   |     |     |     |
| \| \| \| \| \| \| |   |     |     |     |
|                   |   |     |     |     |
| p · t             | H | nfr | nfr | nfr |

| p · t | H | nfr | nfr | nfr |

|                   |   |     |     |     |
| \| \| \| \| \| \| |   |     |     |     |
|                   |   |     |     |     |
| p · t             | H | nfr | nfr | nfr |

| p · t | H | nfr | nfr | nfr |

Neferuptah fue una de las primeras mujeres reales cuyo nombre fue escrito dentro de un cartucho. Aunque nunca tuvo el título de 'esposa del rey', debió de tener un estatus especial; es posible que fuera considerada como una heredera del trono y futura gobernante, pero murió antes que su padre y sería su hermana Sobekneferu la que finalmente subiría al trono.
Sus títulos incluyeron miembro de la élite, Grande en favores, Grande en Alabanzas y la amada hija del rey de su cuerpo.
Un entierro fue preparado para ella en la tumba de su padre en Hawara. Sin embargo, no fue enterrada allí, sino en otra pirámide más pequeña cercana. Su tumba fue descubierta intacta en 1956 y todavía contenía sus joyas, sarcófago de granito, tres jarrones de plata y otros objetos que formaban el ajuar funerario.

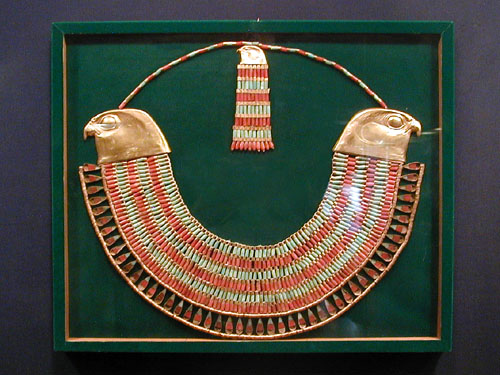
Collar ancho de Neferuptah.

El sarcófago de granito rojo estaba inscrito con una fórmula de ofrenda corta. Dentro del sarcófago fueron encontrados los restos muy deteriorados de dos ataúdes de madera. El exterior estaba decorado con pan de oro con inscripciones. Idénticas inscripciones fueron halladas en el sarcófago de la reina Hatshepsut, que vivió aproximadamente 300 años más tarde. Su tumba es mencionada en un papiro encontrado en Lahun. Aparece representada junto a su padre en el templo en Medinet Madi. Objetos encontrados con su nombre incluyen una esfinge de granito negro y el fragmento de una estatua encontrada en Elefantina.